# Ярке Поле (Феодосійський район)
Ярке́ По́ле (до 1945 року — Кизи́л-Терчє́к, крим. Qızıl Terçek) — село в Україні, в Феодосійському районі Автономної Республіки Крим. Розташоване в центрі району.

## Географія
Село Ярке Поле — знаходиться в центрі району, та примикає впритул з півдня до райцентру Іслям-Терек, там же найближча залізнична станція — Іслям-Терек (на лінії Джанкой — Феодосія), висота над рівнем моря — 30 м.

## Населення

### Мова
Розподіл населення за рідною мовою за даними перепису 2001 року:
| Мова              | Кількість | Відсоток |
| ----------------- | --------- | -------- |
| російська         | 3152      | 63.97 %  |
| кримськотатарська | 1149      | 23.32 %  |
| українська        | 454       | 9.21 %   |
| білоруська        | 46        | 0.93 %   |
| вірменська        | 11        | 0.22 %   |
| румунська         | 2         | 0.04 %   |
| німецька          | 2         | 0.04 %   |
| болгарська        | 1         | 0.02 %   |
| інші/не вказали   | 110       | 2.25 %   |
| Усього            | 4927      | 100 %    |

## Історія
Восени 1923 року у степу поблизу Іслям-Тереку з'явилися ходаки від селян з Арабатської стрілки, що шукали землі для переселення. Для успішного ведення землеробства необхідні були гарний ґрунт і вода. Вони вибрали місце, де зараз Ярке Поле. Землі тут були хороші, чорноземні. Поруч протікала річка Мокрий Індол.

Червоний Терчек у 1925 р. Картина з фондів Яркополенського краєзнавчого музею

У травні 1924 р. було побудовано 6 невеликих сільських будиночків. Так виникло село Червоний Терчек. У 1924 році селяни організували артіль «Перша трудова». У 1925 році виникло ще одне колективне об'єднання «Добра згода». У 1928 році побудували початкову школу, а в наступному — хату-читальню, сільський клуб. У 1929 році артілі об'єдналися в колгосп «Трудова згода», який очолив Р. К. Бідний. У колгоспі проводили заходи щодо підвищення родючості ґрунтів, окрім зернових культур вирощували овочі, бавовну, садили сади, полезахисні лісосмуги. До 1937 року колгосп став передовим господарством. У передвоєнні роки розгорнулося будівництво як житлових будинків, так і господарських споруд. Село було радіофіковане і електрифіковане.

У листопаді 1948 року головою колгоспу був обраний І. Г. Піддубний. Тоді вперше в степовому, посушливому районі, були закладені 5 га виноградних плантацій. У 1950 році з колгоспом «Трудова згода» об'єдналася «Червона Нива» і ще 4 господарства. Центральна садиба розмістилася в с. Ярке Поле. Новий колгосп було названо «Україна». Уміло поєднуючи досягнення науки і передового досвіду, колгосп отримував високі стійкі врожаї. Вже до кінця 1950-х років колгосп «Україна» став одним з передових господарств Кримської області. У 1958 році в с. Ярке Поле була створена перша в області колгоспна дослідницька станція садівництва і виноградарства, над якою шефствували наукові співробітники Никітського ботанічного саду і Всесоюзного науково-дослідницького інституту виноробства і виноградарства «Магарач». У березні 1966 року 49 колгоспників колгоспу «Україна» були відзначені орденами і медалями. 

Центр села Ярке Поле в 1960-ті рр. З фондів Яркополенського краєзнавчого музею

Голові колгоспу Іллі Піддубному присвоєно звання «Героя соціалістичної праці». У грудні 1970 року за успіхи в господарському і культурному будівництві, колгосп «Україна» був нагороджений орденом Жовтневої революції. У 1969—1972 роках було відзнято три документальні фільми про село Ярке Поле, колгосп «Україна»: «Переселенці», "Село «Ярке Поле», «У кримському степу». В кінці 1972 року головою колгоспу був обраний Герой соціалістичної праці Микола Іванович Бернацький.
Яркополенська сільська рада нині об'єднує 6 населених пунктів: с. Ярке Поле, с. Оріхівка, с. Трудолюбівка, с. Красносільське, с. Софіївка, с. Новофедорівка. Найбільший сільгоспвиробник на території ради — філія агроцеху № 66 ДП Ілліч Агрокрим ВАТ «ММК ім. Ілліча». При сільській раді діє 3 ФАПи, дві бібліотеки, краєзнавчий музей, загальноосвітня школа. У Яркому Полі працює Кіровський районний Будинок Культури. Під егідою сільської ради проводяться масові заходи — День села, Республіканський фестиваль «Ярке Поле», виставки народної творчості. Сільський голова Осман Кадиров ініціював проведення в Яркому Полі чемпіонату Криму, відкритого кубку Криму з кіокушинкай карате, присвяченого пам'яті двічі героя СРСР, льотчика-випробувача Аметхана Султана. У чемпіонаті беруть участь спортсмени з інших країн: Росії, Туреччини, Молдови. Призерками змагань є чотирикратна чемпіонка України — Е. Важинська, чемпіон Криму серед юніорів М. Куртаметов, Д. Скоробогатов та інші.